# Taptoe (signaal)
Het taptoe-signaal is een signaal voor pijperfluit, trommel en trompet dat oorspronkelijk werd gespeeld als afsluiting van de dag. In de 21e eeuw wordt de taptoe in Nederland vooral gebruikt bij militaire herdenkingen en begrafenissen, meestal gespeeld op trompet. Zo wordt het op 4 mei voorafgaand aan de twee minuten stilte tijdens de Nationale Dodenherdenking gespeeld.
De aanduiding taptoe is gebaseerd op het commando 'Tap toe!' dat vroeger in kazernes werd gebruikt om het einde van de dag aan te kondigen. Het signaal zou aan het einde van de 16e eeuw in Vlaanderen zijn ontstaan en later in de tijd van prins Maurits zijn overgedragen aan Britse soldaten, aan het begin van de 17e eeuw.
De taptoe is verwant aan het Britse signaal Last Post. De Last Post is in de 17e eeuw dan ook ontstaan uit de taptoe, toen Britse soldaten in de Nederlanden gelegerd waren. In de Verenigde Staten wordt een vergelijkbaar signaal gebruikt, de Taps. De Last Post, Taps, en de trompetversie van de Taptoe bestaan geheel uit natuurtonen waardoor ze gespeeld kunnen worden zonder het gebruik van ventielen.

## Trivia
Tijdens de herdenking van de slachtoffers van de aanslag op Koninginnedag 2009 in Apeldoorn werd het muziekstuk "Staren in de stilte" van componist Rob Goorhuis gespeeld. Dit is een stuk waarin een solotrompet het taptoesignaal speelt waarbij het omlijst wordt door een blaasensemble.
In 2020 suggereerde het Nationaal Comité 4 en 5 mei vanwege de corona-pandemie aan muzikanten met een blaasinstrument om het taptoe-signaal op 4 mei om 19:58.30 te blazen vanuit huis.